# Rhynchostegiella tenelliformis
Rhynchostegiella tenelliformis är en bladmossart som beskrevs av Brotherus 1909. Rhynchostegiella tenelliformis ingår i släktet nålmossor, och familjen Brachytheciaceae. Inga underarter finns listade i Catalogue of Life.